# Lumbe
Lumbe (ook wel: Lumbde of Lumde) is een dorpscommissie in het oosten van Nepal, gelegen in het district Ilam in de Mechi-zone. Ten tijde van de volkstelling van 2001 had het een inwoneraantal van 2713 personen, verspreid over 497 huishoudens; in 2011 waren er nog 2456 inwoners, verspreid over 544 huishoudens.